# Big Brain Academy (Wii)
Big Brain Academy er et spil til Wii hvor man ikke træner viden som sådan men mere sine færdigheder mest psykisk der er 5 kategorier man træner som huske, regne, visualisere, identificere og analyser der er 3 forskelige opgaver i hver kategori i 3 sværhedsgrader let, mellem, og hård men i trænnig vis man for guld i de 3 sværhedsgrader i en opgave åbner man for expert træning, Man bliver bedømt på hvor hurtig man er og om man svare rigtigt eller forkert som point for man sin hjerne målt jog tungere den er jog bedre er det man for også en karakter af læren karakterende er givet efter bogstav skalaen.